# 泉沢駅
泉沢駅（いずみさわえき）は、北海道上磯郡木古内町字泉沢にある道南いさりび鉄道線の駅。電報略号はイミ。駅番号はsh03。日本国有鉄道・JR北海道における事務管理コードは▲141408。

## 歴史

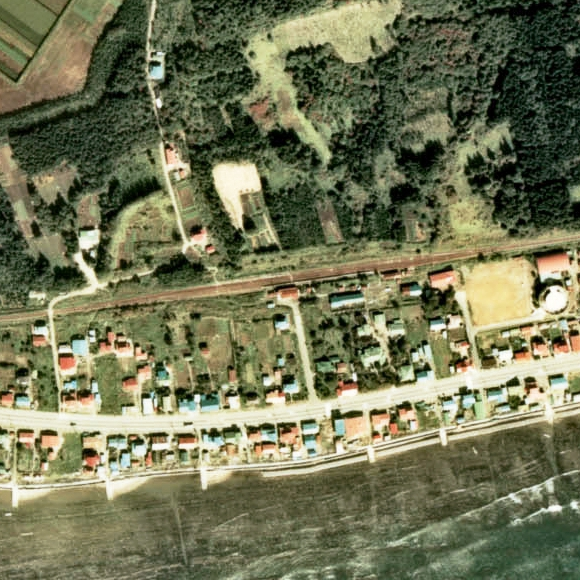
1976年の泉沢駅と周囲約500m範囲。左が江差方面。千鳥状にずれた相対式ホーム2面2線だが、後に津軽海峡線開通に伴って構内改築されるまでの間、無人化に併せて駅裏側ホームの使用を止めた。

- 1930年（昭和5年）10月25日：国有鉄道上磯線の駅として開業[4]。一般駅。
- 1936年（昭和11年）11月10日：上磯線が江差線に改称[5]。
- 1949年（昭和24年）6月1日：日本国有鉄道法施行に伴い、日本国有鉄道（国鉄）に継承。
- 1970年（昭和45年）12月12日：貨物扱い廃止[1]。
- 1982年（昭和57年）11月15日：荷物扱い廃止[6]。無人化[1]。
- 1987年（昭和62年）4月1日：国鉄分割民営化により、北海道旅客鉄道（JR北海道）に継承[7]。
- 1988年（昭和63年）
  - 3月13日：海峡線（津軽海峡線）開業に伴い、当駅を含む江差線の五稜郭駅 - 木古内駅間が電化（交流20,000V・50Hz）。
    - この開業に伴い、貨物列車の待避などを考慮して駅構内の有効長を拡大（構内の待避線を延伸）するなどの工事が実施され、跨線橋も設置される。

  - 12月10日：駅舎改築[1]。
- 2012年（平成24年）9月11日：出発信号機付近で走行中の貨物列車が脱線[8]。
- 2016年（平成28年）3月26日：北海道新幹線新青森駅 - 新函館北斗駅間開通に伴い、当駅を含む江差線の五稜郭駅 - 木古内駅間がJR北海道から経営分離され、道南いさりび鉄道の駅となる。[9]。

### 駅名の由来
地名より。かつてきれいな泉が湧いていたことからの命名とされる。

## 駅構造
2面3線の地上駅。上りホームは島式2面2線（2番、3番のりば）、下りホームは片面1面1線（1番のりば）の配置となっている。両ホームは千鳥状に配置されホーム間の移動は跨線橋を使う。下り線の上りホーム付近には現在未使用の引き込み側線がある。
JR時代は木古内駅管理の簡易委託駅で、委託を受けた元助役が乗車券を発売していた。
道南いさりび鉄道移管後は受託者が変わったものの、簡易委託は継続して行われている（日曜日は休業）。

### のりば
道南いさりび鉄道泉沢駅時刻表より出典。
| のりば | 路線                | 方向                   | 行先                   |
| ------ | ------------------- | ---------------------- | ---------------------- |
| 1      | ■道南いさりび鉄道線 | 上り                   | 木古内方面             |
| 2      | ■道南いさりび鉄道線 | （臨時ホーム・通過線） | （臨時ホーム・通過線） |
| 3      | ■道南いさりび鉄道線 | 下り                   | 函館方面               |

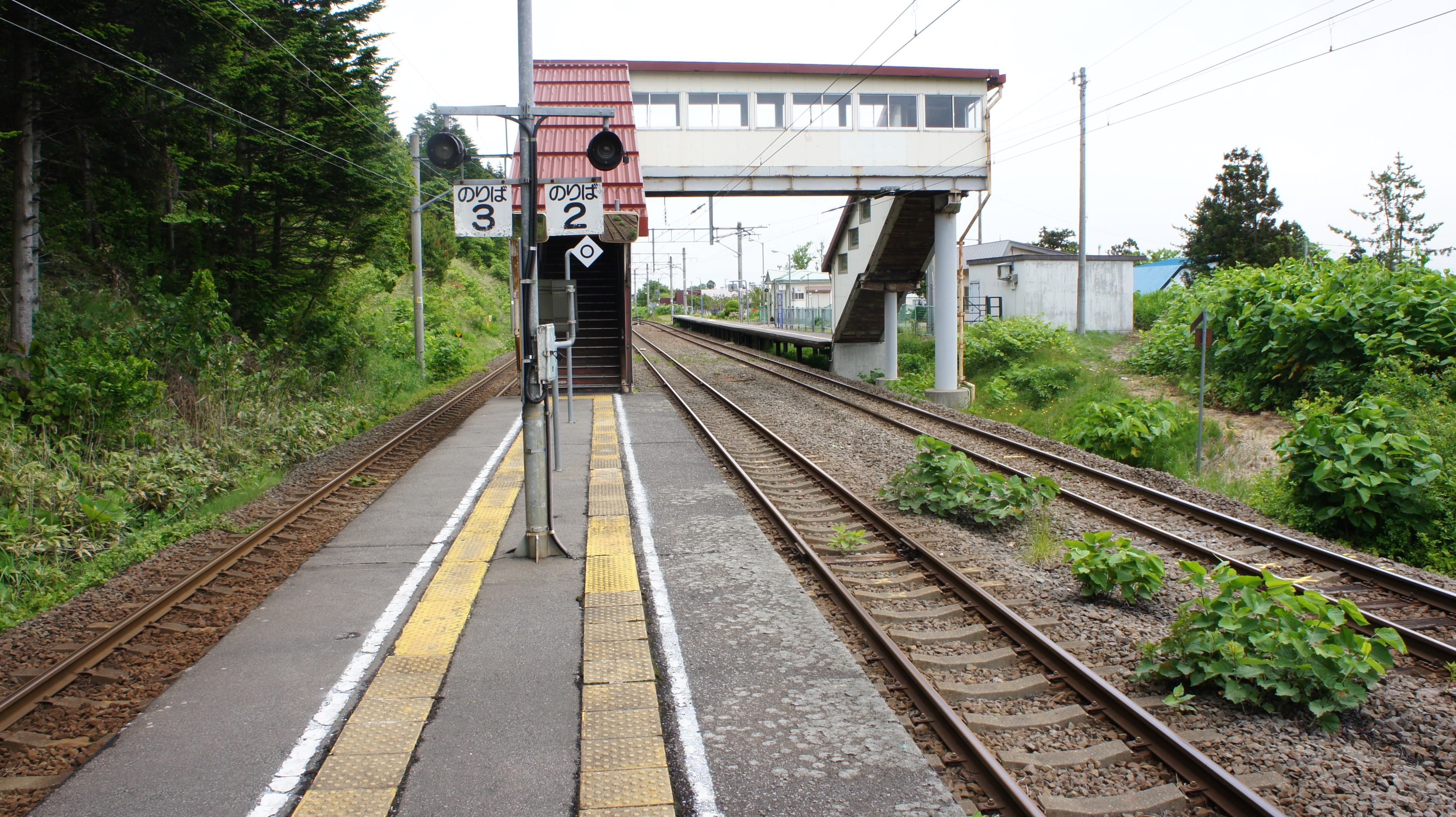
ホーム（2018年6月）
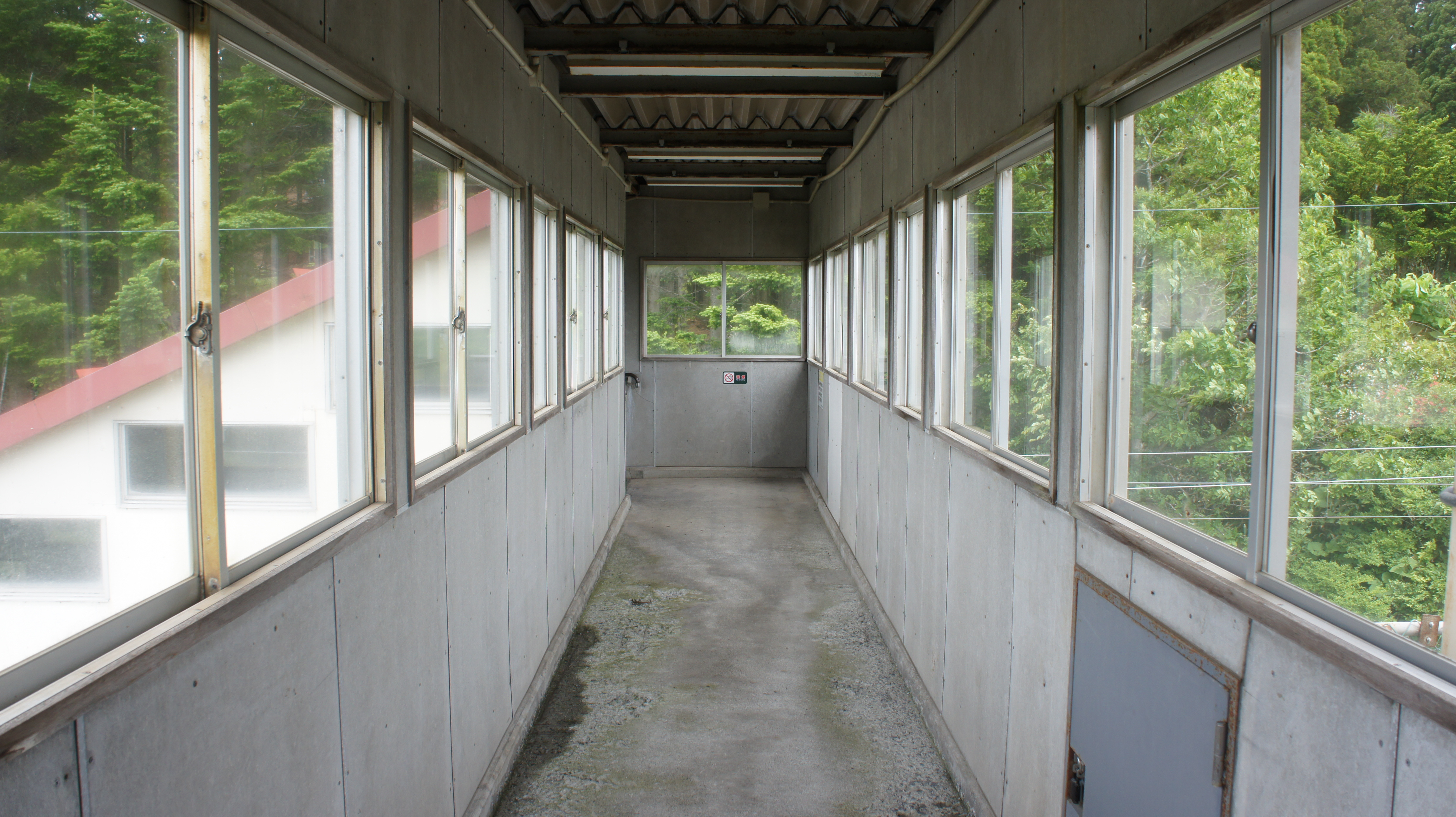
跨線橋（2018年6月）

## 駅周辺
- 国道228号
- 木古内警察署泉沢駐在所
- 泉沢郵便局
- サラキ岬 - 咸臨丸末期の地。
- 函館バス「泉沢駅前」停留所[12]

## 隣の駅
道南いさりび鉄道
■道南いさりび鉄道線
札苅駅 (sh02) - 泉沢駅 (sh03) - 釜谷駅 (sh04)